# 低ザクセン語

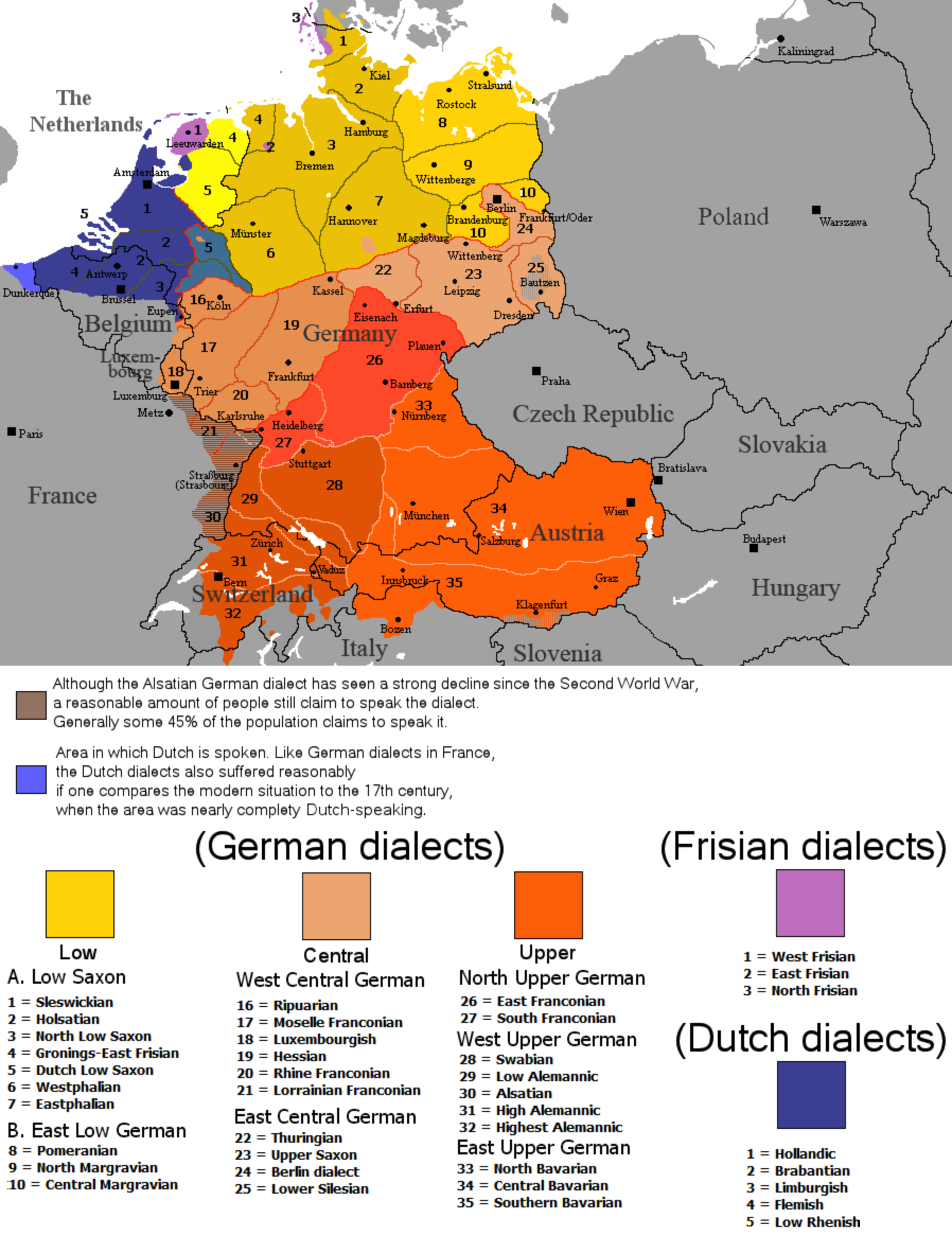
現時点でドイツ語の方言される言葉の分布図。黄色の部分のうちの(1-7)が「低ザクセン語」の話される地域。

低ザクセン語／低地ザクセン語（Neddersassisch）は、西ゲルマン語群のうち低地ドイツ語（Niederdeutsch）、もしくは低ザクセン・低フランケン諸語（Low Saxon-Low Franconian）に属する地方言語。
ドイツ語の北部方言ともされてきた諸言語の内、エルベ川より西のドイツとオランダ北東部で話される地方言語を指す。地理的要因から標準ドイツ語（高地ドイツ語）、中部ドイツ語、上部ドイツ語、オランダ語などと関わりを持ち、それらの言語の方言か否かがしばしば議論される。
ISO 693-2の言語コードは「nds」。

## 概要
西ゲルマン語群の一種である低ザクセン語は、標準ドイツ語（高地ドイツ語東中部ドイツ語のテューリンゲン・オーバーザクセン方言を母胎にして近世に作られた）が経験した「第二次子音推移」ないし「高地ドイツ語子音推移」と呼ばれる子音変化を経験していないので、英語やフリジア語、スカンジナビア諸言語との共通点が標準ドイツ語より多い。文法的にも、英語と共通の部分がある。たとえば、低ザクセン語の名詞には、格が3つしかない（標準ドイツ語は4、英語は代名詞で3）。北部方言では、過去分詞にドイツ語やオランダ語のそれに付くようなge-が付かず、多くの南部方言ではge-の代わりにe-が使われる。このような多くの相違点から言語学的見地からは、同じ西ゲルマン語群に属する別言語、つまりは外国人にとってのドイツ語であるところの標準ドイツ語と親子関係ではなく、むしろフランス語に対するイタリア語・スペイン語のような兄弟としての立ち位置にあると考えるのが一般的な見解である。
しかし、ドイツ政府は近年に至るまでこの事実を否定的に捉え、あくまでドイツ語の一方言として処理してきた歴史を持つ。これは元々、何らかの言語が独立言語なのか方言なのかを客観的に決めることは言語学者の仕事ではなく、多くの場合は政治的な理由から判断されることが多いためである。領土・経済・人口・文化・歴史など様々な面で「ドイツ人」の少なくない部分を担ってきた北ドイツ住民が、言語という最も重要な文化的概念において他のドイツ住民との違いが大きい性質を持つことは、ドイツ住民を意識の上で単一に纏めたいドイツ政府にとって認め難いことだった。
しかし政府の立場はともかく、学術的には北ドイツで話される言葉は中部・南部で話される言葉とは著しく異なる特徴を持っており、人為的に作り出されたと言ってよい標準語の存在が無ければ意思の疎通すら困難と言わねばならない。

## 歴史
低ザクセン語の歴史は大きく古代･中世･現代に分けられる。

### 古ザクセン語（800年[3]–1200年）
古ザクセン語はエルベ川の近辺で生じたと考えられている言語が基になっており、古フランク語、古英語、古フリジア語とともに北海ゲルマン語に分類され、今日の低ザクセン語と英語の基になったとされる（英語では低ザクセン語を低サクソン語、英: Low Saxonと呼ぶ）。実際に文字として現われるのは9世紀からである。上述の通り、近年までドイツ政府は国民国家を目指した民族政策から低ザクセン語は標準ドイツ語の起源である中東部ドイツ語の方言と判断しており、その辻褄を合わせるために古ザクセン語も「古低地ドイツ語」（Altniederdeutsch）と呼称していた。しかしこれは明確な（或いは確信的な）誤りで、「古ザクセン語」（Altsächsisch）と呼称するのが正当であるとする見解がある。

### 中世ザクセン語（1200年–1650年）
古ザクセン語の時代、徐々に北ドイツやそれに近い地域へ広まっていった低ザクセン語は、中世時代に飛躍の時を迎える。北方はバルト海の海上貿易を一手に担い、近世ヨーロッパにその名を知らしめたハンザ同盟の公用語とされたのである。ハンザ同盟の勢力拡大と共に北欧へと進出した低ザクセン語は現地の言葉と混ざり合い、自らと北欧の言語の双方に新たな変化を与えた。
古いドイツ関連の資料ではこの低ザクセン語による北欧諸言語への影響を「（標準）ドイツ語の成果」としている物が多いが、これも誤りである。

### 現代ザクセン語（1650年–）
17世紀後半からは、Neddersassischという呼称は徐々にPlattdüütschという呼称に取って代わられるようになった。
現代の低ザクセン語は多数の方言を抱えているが、相互理解の手段である標準語は制定されていない。これは低ザクセン語が幾つかの国に存在する事や、大多数が占める北ドイツの話者が、長年に亘ってそれぞれ一方言という地位に押し込められていたためである。オランダで幾つかの方言を纏めて標準語を作ろうとする試みも見られたが、低ザクセン語全体の統合には程遠い状況にある。

## 低ザクセン語の復興
北ドイツで話される言葉が中部・南部ドイツの言語やオランダ語と異なる言語ではないのか、という指摘は過去から今日に至るまで幾度もなされていた。しかしドイツの言語学会（特に冷戦期の西ドイツ）ではこうした議論は半ば禁じられ、北ドイツの言葉に関する研究者達も暗黙の了解として「低ドイツ語」としての研究しか行えなかった。
政府の語学教育への圧力から、若年層の北ドイツ住民は自分達の「方言」が標準ドイツ語とは距離があるという事実を知らず、更にはアメリカに移住したドイツ地方出身者の多くが標準ドイツ語ではなく、低ザクセン語を用いている歴史的事実すら知らぬままに過ごしている。独立言語の象徴である「行政的手続での使用」も古サクソン語時代の様には叶わず、地方言語文学の製作も局地的な展開に留まっていた。これらは低ザクセン語の存続にとって重大な危機であり、言語の消滅はもちろん、低ザクセン語自体が各方言の一層の独自化により、更なる分裂を生む可能性もある。
しかし冷戦後のヨーロッパに広がったローカリズム（郷土主義）に由来する方言保護運動の高まりや、既存の国家の枠組みを緩めたい欧州連合の後援の元、他国他言語の方言同様に低ザクセン語もその地位向上が盛んに求められる時代になりつつある。80年代から90年代にかけて北ドイツ各地で低ザクセン語の復興運動が展開され、大きな成功を収めた。1994年に欧州連合は低ザクセン語を独立した地域言語であるとし、1999年にはヨーロッパ地方言語・少数言語憲章（European Charter for Regional or Minority Languages）による保護がドイツ政府に命じられている。これによって低ザクセン語は分布地域において公的に用いる事が可能になり、テレビなどの放送言語で実際に用いられている。「低ザクセン運動」が国内外での正当性を獲得した事は独立派にとっての大きな後押しとなった。
現在のところ低ザクセン語が公用語とされているのは、ニーダーザクセン州、シュレースヴィヒ＝ホルシュタイン州、自由ハンザ都市ハンブルク、自由ハンザ都市ブレーメンで、北ドイツの大部分を含んでいる。しかし一方でザクセン＝アンハルト州やブランデンブルク州などは非低ザクセン語圏と低ザクセン語圏の双方にまたがっているためか、1999年の保護対象からは除外されている。

## 文学的地位
方言に留め置かれている言語が国際的認知を得て、文語としての地位を確立するにはその言語独自の文学が不可欠である。低ザクセン語も例外ではなく、詩人クラウス・グロート、フリッツ・ロイターらが盛んに低ザクセン語の方言文学を製作し、高い名声を獲得している。ただし前者はホルシュタイン語、後者はメクレンブルク語で執筆しており、必ずしも同じ形の文章という訳ではない。こうした事が低ザクセン語もまた一つの言語たりえるかどうかという問題点を示している。

## 方言

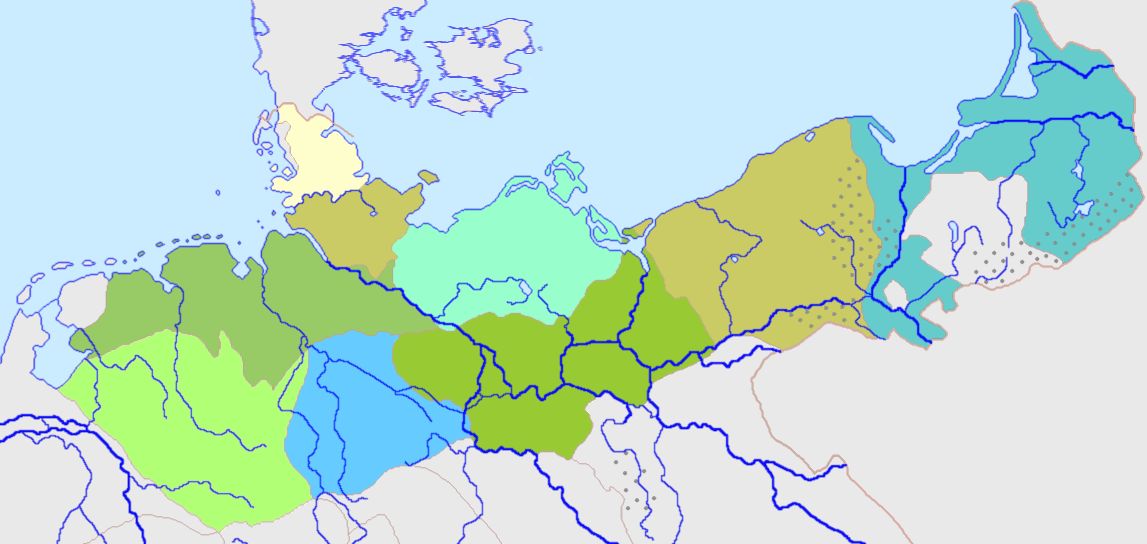
低地ドイツ語の方言図

プロイセン地方を除き、低地地方を含んだもの

- 低ザクセン語（Niedersächsisch）
  - 1.シュレスヴィヒ語（Schleswigisch）
  - 2.ホルシュタイン語（Holsteinisch）
  - 3.北低ザクセン語（Nordniedersächsisch）
    - 3-1.ハンブルク語（Hamburgisch） - ハンブルクを中心に話される言語。

  - 4.オストフリース語（Ostfriesisch） - 低ザクセン語の東フリースラント方言であり、東フリジア語 (Saterfriesisch/Saterländisch) とは異なる。
  - 5.オランダ低ザクセン語（Nedersaksisch） - 低ザクセン語のうち、オランダ領内で話されるウェスタークワーティア語等の諸方言。低フランク諸語に含まれる狭義のオランダ語とは区分される。
  - 6.ヴェストファーレン語（Westfälisch）
  - 7.オストファーレン語（Ostfälisch） - 発音に関してはハノーファー都市部の発音が最もドイツ語の標準語に近いとされる。

（番号は右下の地図に準拠）